# Jean Ier (roi de Castille)
Pour les articles homonymes, voir Jean Ier.
Jean Ier de Castille, né le 24 août 1358 à Épila et mort le 9 octobre 1390 à Alcalá de Henares, est roi de Castille de 1379 à 1390. Il est le fils de Henri II de Castille et de sa femme Jeanne Manuel de Villena, fille de Jean Manuel de Villena. Il appartient à la maison de Trastamare.

## Biographie

### Mariages et descendance
Le 18 juin 1375, il épouse Éléonore d'Aragon, fille de Pierre IV d'Aragon et de sa troisième épouse Éléonore de Sicile. De son premier mariage, il a :
- Henri III de Castille (1379-1406), roi de Castille et León.
- Ferdinand Ier d'Aragon (1380-1416), roi d'Aragon et de Sicile.

Le 17 mai 1383, dans la cathédrale de Badajoz, il épouse en secondes noces Béatrice de Portugal, fille de Ferdinand Ier de Portugal et d'Éléonore Teles de Menezes. Ensemble, ils ont :
- Michel (1384-1385); la seule mention de ce fils-là est faite par António Caetano de Sousa, généalogiste portugais du XVIIIe siècle

### Règne
Au début de son règne, il doit faire face aux prétentions de Jean de Gand, qui réclamait le trône car il a épousé en secondes noces Constance de Castille, fille aînée de Pierre le Cruel. Jean Ier mit fin à ces prétentions en mariant en 1387 son fils aîné Henri à Catherine de Lancastre (fille de Jean de Gand et de Constance de Castille).
Jean 1er a plusieurs conflits avec le Portugal qui est allié de Jean de Gand. La première querelle a lieu au sujet du trône du Portugal. Jean Ier s'est en effet remarié en 1383 avec Béatrice de Portugal, fille unique du roi Ferdinand Ier. À la mort de son beau-père survenue le 22 octobre 1383, Jean réclame le trône. Une période d'anarchie, la crise portugaise de 1383-1385, suit. Cependant, Jean Ier doit faire face au sentiment national du peuple portugais et est sévèrement défait à la bataille d'Aljubarrota le 14 août 1385.

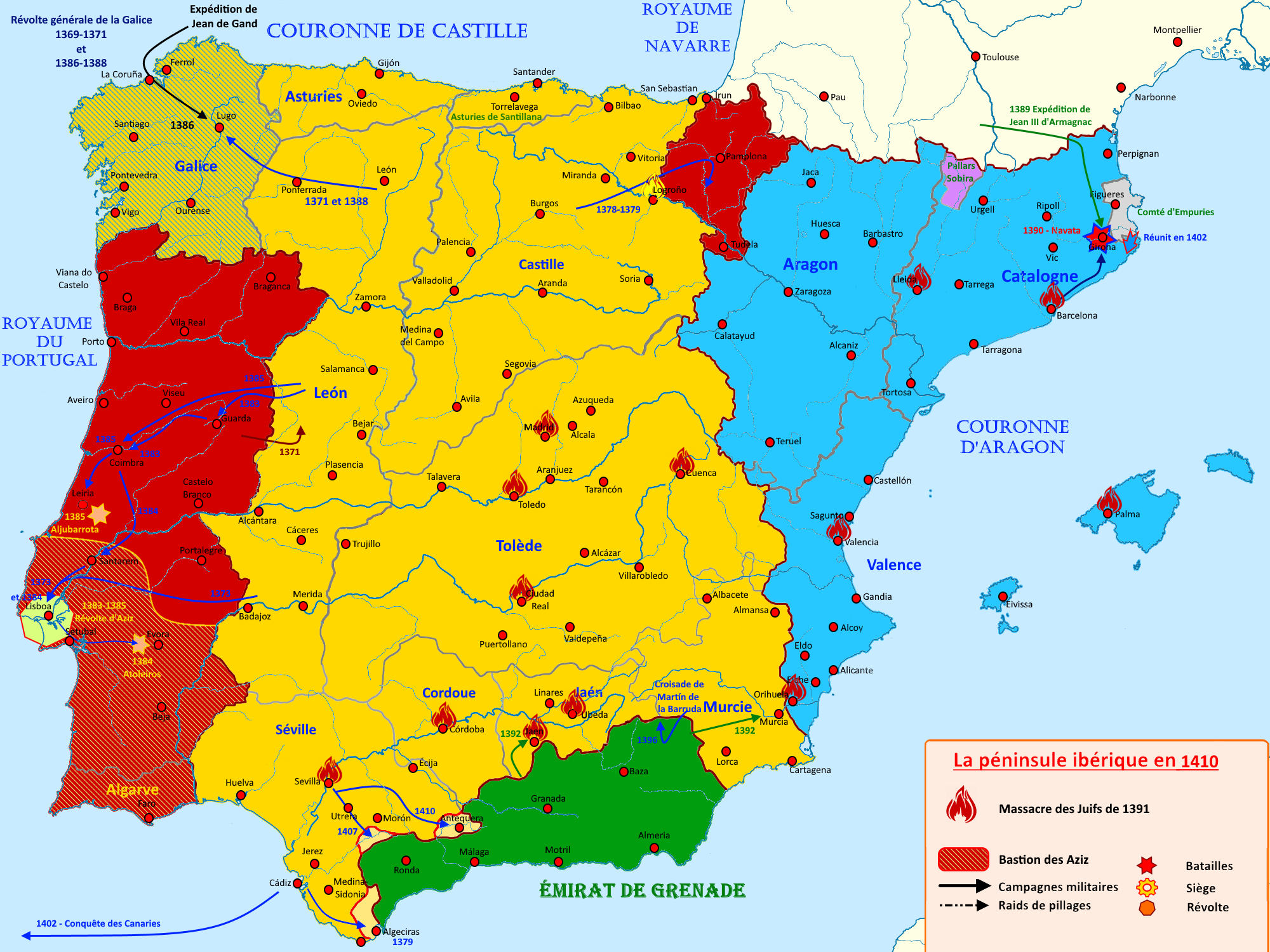
La guerre de succession du Portugal de 1383-1385

Il meurt d'une chute de cheval, le 9 octobre 1390 à Alcalá de Henares. Sa tombe est dans la chapelle des Rois Nouveaux de la cathédrale de Tolède en Espagne.

## Sources
- (en) « Jean Ier de Castille », dans Encyclopædia Britannica [détail de l’édition], 1911 ([[s::en:1911 Encyclopædia Britannica/Jean Ier de Castille|lire sur Wikisource]]).